# تشدينغتون (باكينجهامشير)
تشدينغتون (بالإنجليزية: Cheddington)‏ هي قرية و أبرشية مدنية تقع في المملكة المتحدة في إنجلترا.  يقدر عدد سكانها بـ 1,754 نسمة .